# HD 225233
HD 225233，又名CP-73 2346，SAO 255629、HR 9106，是一颗恒星，视星等为7.31，位于銀經307.68，銀緯-43.8，其B1900.0坐标为赤經23h 59m 26.8s，赤緯-73° -43.8′ 12″。